# 제37보병사단
제37보병사단(第三十七步兵師團, The 37th Infantry Division, 상징명칭: 충용부대)은 충청북도 증평군에 본부를 둔 대한민국 육군 제2작전사령부 예하의 지역방위 사단이다.

## 편성

### 지휘부
- 사단장 : 김수광 소장 (육사 49기)
- 부사단장 : 대령 최진호
- 통합방위작전협조관 : 대령 윤창식
- 참모장 : 대령 강연인

### 참모부
- 사단장실/비서실
- 인사참모처
- 작전참모처
- 전투협조실
- 군수참모처
- 정보참모처
- 교육훈련지원처
- 법부참모부
- 동원참모처
- 감사실
- 감찰참모부
- 재정참모부
- 군종참모부
- 정훈공보부

### 편성
- 제110보병여단 (청주시, 괴산군, 음성군, 증평군, 진천군)
- 제111보병여단 (보은군, 영동군, 옥천군)
- 제112보병여단 (제천시, 충주시, 단양군)
- 정보통신대대
- 의무근무대
- 정비근무대
- 정보중대
- 포병대대
- 기동대대
- 본부근무대
- 공병대대
- 군사경찰대
- 보급수송근무대
- 화생방대대대
- 신병교육대